# 宇都宮美術館
宇都宮美術館（うつのみやびじゅつかん 英表記:Utsunomiya Museum of Art）は栃木県宇都宮市長岡町にある美術館である。

## 概要
宇都宮市の市制100周年を記念して1997年（平成9年）3月23日に開館した。
「地域と美術」「生活と美術」「環境と美術」をテーマにした近現代美術やポスター、デザイン家具などを中心に国内外の作品を収蔵。また宇都宮市にゆかりの美術作品を収集･公開しており、指定管理者として公益財団法人うつのみや文化創造財団が管理運営している。
建物は宇都宮市郊外の26ヘクタールの広さを持つ「うつのみや文化の森公園」内にあり、付近の自然と景観に配慮した低層構成となっている。（公園と美術館を合わせてうつのみや百景に選定されている。）3つの展示室を持ち、それぞれガラス壁をメインとしたホールと廊下で繋がれている。設計は岡田新一設計事務所。
美術館の敷地面積は263,424m2、建築面積は5,036m2。
開館時間は9:30 - 17:00（入館は16:30まで）。休館日は毎週月曜日（祝日の場合は翌日）、年末年始・特別整理期間等。入館料は常設展の場合一般は310円、大高生は210円、中学生以下は100円。宇都宮市内の小・中・高校生は無料。

## 主な収蔵品
- マルク・シャガール 「静物」（1911-12）
- パウル・クレー　「上昇」（1925）
- ルネ・マグリット 「大家族」（1963）「夢」（1945）
- ワシリー・カンディンスキー
  - 「鎮められたコントラスト」（1941）
  - 「浮遊」（1927）
  - 「横切る赤」（1931）
- 黒田清輝「夏図習作（横たわる女）」（1892）
- 中村彝「自画像」（1909）
- 李禹煥「照応」（2000）

このほか収蔵作品数は6500点以上である。ただし、以上の収蔵品は展示変えなどで見られない場合があるので電話などで確認をとったほうがよい。

## 催事

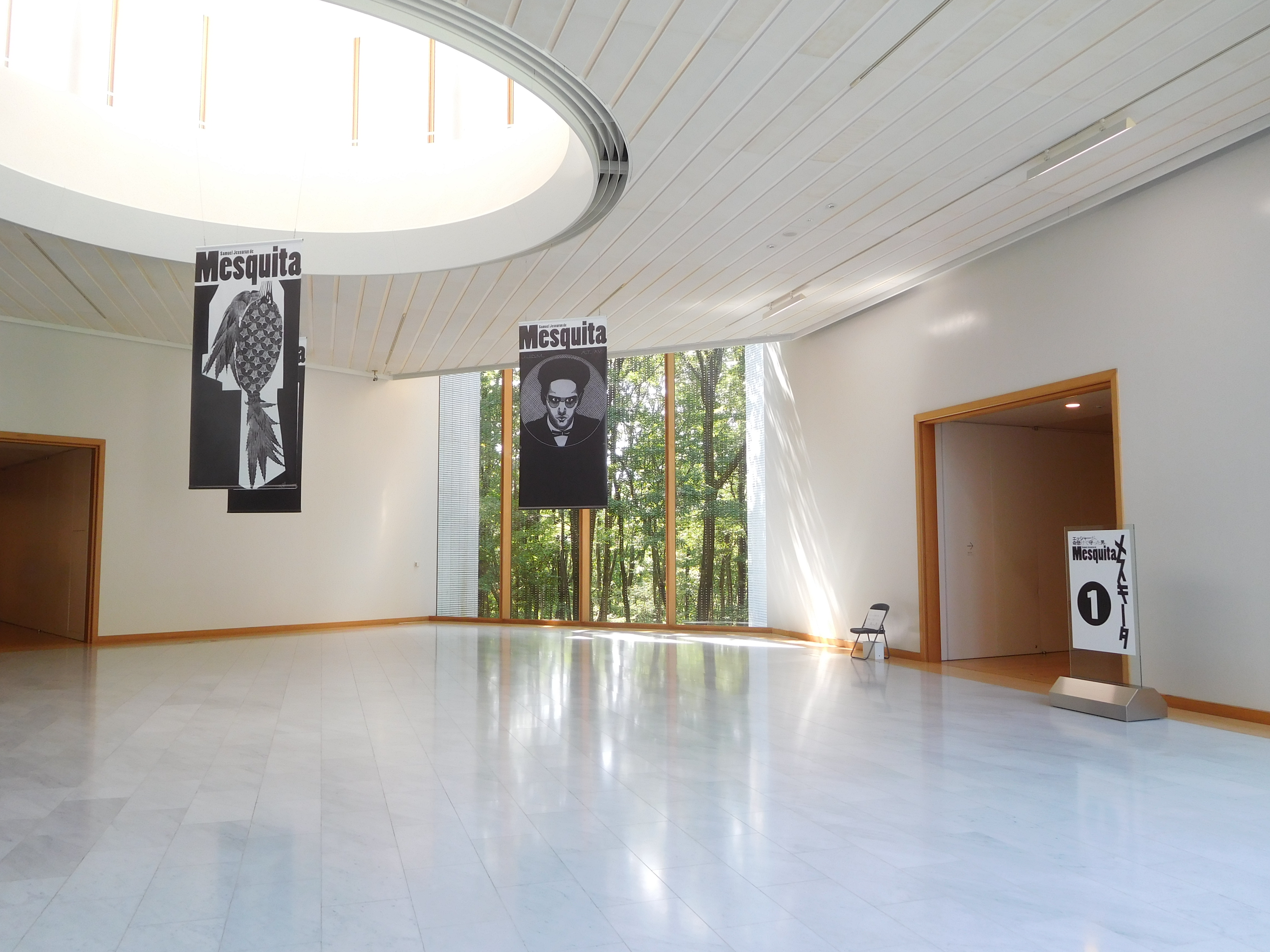
メスキータ展

- 2010年6月13日から同年7月25日まで、ヴィンタートゥール美術館所蔵のモダンアートのコレクションが展示される。
- 2014年12月14日と同月21日に、美術館主催の「おじさんの顔が浮かぶ日」というプロジェクトを開催し、地元の男性の顔をそのまま写した巨大な「おじさん気球」を宇都宮市内の空中に浮かべた[4][5]。
- 2020年7月5日から同年8月30日まで、サミュエル・メスキータの日本初回顧展を開催した[6][7]。この展覧会は2019年6月29日に東京ステーションギャラリーで始まったもので、佐倉市立美術館、西宮市大谷記念美術館に続いて開催された[6]。

## 在籍した人物
- 前村文博（宇都宮美術館学芸員）